# David Etxebarria
David Etxebarria Alkorta (Abadiano, Vizcaya, 23 de julio de 1973) es un ciclista español.
Debutó como profesional en 1995 con el equipo ONCE.
En su palmarés destacan fundamentalmente las dos victorias de etapa cosechadas en el Tour de Francia en 1999. También en 1999 obtuvo su mejor resultado en el Tour, al terminar 12.º en la clasificación general. Además fue campeón de España amateur en 1994.

## Palmarés
| 1995 - 1 etapa del Tour del Porvenir 1996 - 1 etapa de la Vuelta a Asturias - Gran Premio de Llodio - Tour del Porvenir, más 1 etapa - Trofeo Luis Ocaña 1997 - 1 etapa de la Vuelta a los Valles Mineros - 1 etapa de la Vuelta a Suiza - 3.º en el Campeonato de España en Ruta 1998 - 1 etapa de la París-Niza 1999 - Euskal Bizikleta - 2 etapas del Tour de Francia | 2000 - 1 etapa de la Euskal Bizikleta - 1 etapa de la Vuelta a Galicia 2001 - 1 etapa de la Vuelta a la Comunidad Valenciana 2002 - 2 etapas de la Vuelta al País Vasco - 2 etapas de la Euskal Bizikleta 2003 - 1 etapa de la Euskal Bizikleta 2005 - Klasika Primavera |

## Resultados

### Grandes Vueltas
Durante su carrera deportiva consiguió los siguientes puestos en las Grandes Vueltas:
| Carrera | Carrera         | 1995 | 1996 | 1997 | 1998 | 1999 | 2000 | 2001 | 2002 | 2003  | 2004 | 2005 | 2006 |
| ------- | --------------- | ---- | ---- | ---- | ---- | ---- | ---- | ---- | ---- | ----- | ---- | ---- | ---- |
|         | Giro de Italia  | —    | —    | —    | —    | —    | —    | —    | —    | —     | —    | —    | —    |
|         | Tour de Francia | —    | —    | Ab.  | —    | 12.º | Ab.  | 34.º | 60.º | F. c. | 77.º | —    | —    |
|         | Vuelta a España | —    | —    | —    | 30.º | —    | Ab.  | 45.º | Ab.  | 29.º  | —    | —    | —    |

### Clásicas, Campeonatos y JJ. OO.
| Carrera               | Carrera               | 1995 | 1996 | 1997 | 1998  | 1999 | 2000 | 2001  | 2002 | 2003 | 2004 | 2005  | 2006 |
| --------------------- | --------------------- | ---- | ---- | ---- | ----- | ---- | ---- | ----- | ---- | ---- | ---- | ----- | ---- |
|                       | Milán-San Remo        | —    | —    | —    | 82.º  | 73.º | 31.º | 147.º | —    | —    | —    | —     | —    |
| Scheldeprijs          | Scheldeprijs          | —    | —    | 19.º | —     | —    | —    | —     | —    | —    | —    | —     | —    |
| Amstel Gold Race      | Amstel Gold Race      | —    | —    | —    | Ab.   | —    | 47.º | —     | —    | —    | —    | 8.º   | 14.º |
| Flecha Valona         | Flecha Valona         | —    | —    | 80.º | 104.º | —    | 7.º  | 5.º   | 8.º  | 63.º | 33.º | 4.º   | 7.º  |
|                       | Lieja-Bastoña-Lieja   | —    | —    | 88.º | 34.º  | —    | 2.º  | 3.º   | 50.º | 19.º | 12.º | 6.º   | 13.º |
| Clásica San Sebastián | Clásica San Sebastián | —    | —    | 74.º | 120.º | 74.º | 19.º | 79.º  | —    | —    | —    | 130.º | —    |
| Gran Premio de Plouay | Gran Premio de Plouay | —    | —    | —    | —     | —    | —    | —     | —    | —    | 81.º | 16.º  | —    |
|                       | Giro de Lombardía     | —    | —    | —    | —     | —    | —    | —     | —    | —    | —    | Ab.   | —    |
| París-Tours           | París-Tours           | —    | —    | —    | —     | —    | —    | Ab.   | —    | Ab.  | —    | 37.º  | —    |
| Mundial en Ruta       | Mundial en Ruta       | —    | Ab.  | —    | Ab.   | —    | —    | —     | —    | —    | —    | —     | —    |
| España en Ruta        | España en Ruta        | —    | —    | 3.º  | —     | —    | —    | —     | 84.º | —    | 5.º  | 40.º  | —    |

—: no participa
Ab.: abandono
F. c.: fuera de control

## Equipos
- ONCE (1995-2000)
- Euskaltel-Euskadi (2001-2004)
- Liberty Seguros (2005-2006)